# Gastrodia africana
Espèce
Statut de conservation UICN

 CR A1c+2c : 
En danger critique
Gastrodia africana Kraenzl. est une espèce de plantes du genre Gastrodia, de la famille des Orchidaceae,. Endémique du Cameroun, c'est la seule représentante du genre en Afrique.

## Description
C’est une plante à fleur, du groupe de monocotylédone. Elle a une taille d’environ 3 à 4 cm, et a des rhizomes tubéreux. 

## Distribution
Elle est considérée comme endémique au Cameroun, rencontrée au Mont Cameroun. Il est possible, qu’elle n’existe plus de nos jours. Elle croît dans les habitats identiques à Allanblackia gabonensis (autrefois A. monticola), Carapa grandiflora et Cola sp., à une altitude de 1100 – 1200 m,.